# Protorhoe unicata
Protorhoe unicata là một loài bướm đêm trong họ Geometridae.